# Эфендиева, Умай Эльчин гызы
Умай Эльчин гызы Эфендиева (азерб. Humay Elçin qizi Əfəndiyeva; род. 7 декабря 1975, Баку) — азербайджанский государственный деятель. Судья Конституционного суда Азербайджана.

## Биография
Родилась 7 декабря 1975 года в Баку. В 1997 году окончила Бакинский государственный университет, факультет международного права и международных отношений. Также окончила Западный университет, факультет социального и политического управления.
Доктор философии по праву.
С 1997 по 2000 год являлась консультантом по связям с общественностью проекта «Гендер в развитии» Программы развития ООН.
С 2001 по 2021 год являлась помощником, консультантом, заместителем заведующего отдела международного права и международных отношений и отдела уголовного и административного права Аппарата Конституционного суда Азербайджана.
Государственный советник 3-го класса.
Судья Конституционного суда Азербайджана (с 1 февраля 2021).
Член Наблюдательного совета Центра правовой экспертизы и законодательных инициатив Азербайджана (с 20 мая 2022).

## Семья
Отец — азербайджанский писатель Эльчин Эфендиев.

## Награды
- Медаль «За отличие на государственной службе» (25 июня 2011)[4]